# ヘルバセチン
ヘルバセチン (herbacetin) は、フラボノイドの一種であるフラボノールの一つ。

## 配糖体
ヘルバセチンジグルコシドが亜麻仁の外皮から単離される。
ロジオニンは、イワベンケイ属 (Rhodiola) 植物から単離されるヘルバセチンラムノース配糖体である。

## 類縁体
フラボノリグナンのロジオリンはコニフェリルアルコールとヘルバセチンの7,8-ジヒドロキシ基の酸化的カップリングにより生成する。ロジオリンはイワベンケイ (Rhodiola rosea) の根茎に含まれている。